# Каминский, Давид Наумович
Дави́д Наумович Ками́нский (1902—1974) — советский горный инженер.

## Биография
С 1944 года — главный механик Министерства строительства предприятий топливной промышленности СССР (Минтопстрой СССР), главный инженер ЦИАТМ.
Автор научных трудов в области реконструкции, восстановления и ремонта горных предприятий, автоматизации горно-добывающих процессов, справочника механика-шахтостроителя

## Награды и премии
- Сталинская премия первой степени (1948 год) — за разработку и внедрение передовых методов откачки затопленных шахт Донбасса и восстановление горного оборудования, значительно ускоривших темпы восстановления Донбасса.
- Медаль «За доблестный труд в Великой Отечественной войне 1941—1945 гг.» — за работу в сфере инженерной техники и науки.
- Медаль «За восстановление угольных шахт Донбасса» — за высокие производственные показатели и заслуги в восстановлении угольной промышленности Донбасса.

## Монографии
- Машинист рудничных компрессорных установок. Харьков: Государственное научно-техническое издательство Украины, 1936 и 1937; М.: Углетехиздат Западугля, 1947.
- Справочник механика-шахтостроителя. М.: Государственное научно-техническое издательство литературы по горному делу, 1961. — 1062 с.